# Eduard Petzold
Carl Eduard Adolph Petzold (14 de janeiro de 1815, Königswalde (atual Lubniewice), Polônia - agosto de 1891) foi um jardineiro, botânico e paisagista alemão . Foi um criador de parques e jardins.

## Biografia
Seu pai era um pároco que foi designado para a paróquia de  Muskau em 1826. Petzold estudou numa escola nesta cidade por dois anos, passando logo a estudar numa escola  latina em  Halle an der Saale entre 1828 e 1831. Em 1831 regressa a Muskau, onde torna-se aprendiz de jardineiro de  Hermann von Pückler-Muskau, que teve uma grande influência em sua vida e em seu trabalho. Sua carreira foi fomentada pelo jardineiro da corte, mais tarde superintendente do Parque de Muskau, Jacob Heinrich Rehder.
Entre 1835 e 1838 criou seu primeiro parque em Matzdorf. Seus primeiros trabalhos permitiram-lhe fazer viagens para poder visitar e estudar parques e jardins. Entre 1844 e 1852 foi jardineiro da corte em Weimar. Em  1852 o príncipe holandês  Wilhelm Friedrich Karl von Oranien-Nassau o nomeou superintendente do  Parque de Muskau e simultaneamente "Inspetor de Parques" da Holanda, postos que exerceu até 1872.
Petzold criou um total de  174 parques e jardins na  Saxônia, Turíngia, Silésia, Prússia, Bohemia e Brandeburgo, também na Holanda, Bulgária e Turquia. Em suas criações  Petzold continuou desenvolvendo as idéias  de Hermann von Pückler-Muskau. Em 1874 publicou um tratado de jardinagem com o título  "Fürst Hermann von Pückler-Muskau in seiner Bedeutung für die bildende Gartenkunst" ("O significado do príncipe Hermann von Pückler-Muskau na arte da jardinagem paisagistica"), honrando assim a memória do seu mestre. 